# 巴黎第八大学
巴黎第八大学（法語：Université Paris VIII），又称万塞讷-圣但尼大学（Université Vincennes à Saint-Denis），是法国巴黎市北郊的一所公立大学，以人文社会科学以及跨学科研究而闻名。该校创建于1969年，析置自原巴黎大学。学生有2.3万人。

## 院系设置
巴黎第八大学设有十一个系、三个研究所和两个大学技术学院。巴黎第八大学的专业设置涵盖人文和社会科学的所有学科：历史、社会学、人类学、心理学、精神分析学、法学、经济学、地理学、文学、外国语、城市规划、欧洲研究等；另外还有计算机信息与数学这两个精确科学学科。其中，拥有5000名注册学生的巴黎第八大学艺术系（UFR）无疑是目前法国规模最大的艺术教研单位。
巴黎第八大学从本校几大基础重点学科出发，以学校历来关注的问题为重点，发展了一些交叉学科的研究领域，例如：“形象”这一中心课题不仅涵盖全部艺术领域，而且也涉及传播交流与技术的演变；“地缘政治维度”旨在培养精于结合地域因素分析权力竞争的专家；“医学法、医疗及治疗供给的权利”是巴黎第八大学的研究团队处于重要领先地位的研究领域之一，并得到国际研究网络的支持；此外，“关于性别的研究”也是多年来得到巴黎第八大学大力支持的一个研究主题。目前，涵盖人文科学诸领域的各类研究组获得了迅速发展。

## 著名校友
巴黎第八大学是一所具有国际影响力的大学，许多拥有国际声望、法国独一无二的重量级学者与研究人员曾在八大授课，例如：
- 爱莲‧西苏（Hélène Cixous）：法国著名的女权主义作家，诗人，哲学家，剧作家，诗人，文学批判家及修辞学家。
- 左派思想家弗朗索瓦‧沙德烈（法语：François Châtelet）：法国历史的思想家，在法国政治哲学与历史学上作出了重要的贡献。
- 让-弗朗索瓦‧利奥塔（Jean-François Lyotard）：法国的哲学家，后现代主义理论家。
- 玛德莲‧勒贝留（法语：Madeleine Rebérioux）：法国著名的历史学家。
- 罗伯特‧卡斯特（法语：Robert Castel）：法国社会学家，主要研究被排此在社会之外的课题。
- 伊夫‧拉考斯特（法语：Yves Lacoste） ：法国最著名的地理学家及地缘政治学家之一，被誉为“法国地缘政治之父。拉考斯特于1968年开始在巴黎第八大学授课并且创办了 法国最权威及唯一立志于地缘政治研究的杂志，并且在全世界具有很高的学术影响力的《Hérodote》杂志，它是。同时，他于1989年创办了法国第一个地缘政治研究和分析中心，也就是后来的法国地缘政治研究所，同时也被称为法国地缘政治高等学院（法语：L'École français de Géopolitique）, 每年都有大量法国及来去全世界的学生申请其硕士专业，该研究所拥有法国唯一地缘政治专业的博士点。

## 国际合作
巴黎第八大学与全世界200多所优秀大学有着良好的合作关系及双学位项目，例如加州大学伯克利分校、柏林大学、布朗大学、斯图加特大学、东京大学、中国传媒大学、北京电影学院等大學。